# Вороновщина (Гадячский район)
Вороновщина (укр. Воронівщина) — село,
Мартыновский сельский совет,
Гадячский район,
Полтавская область,
Украина.
Код КОАТУУ — 5320484703. Население по переписи 2001 года составляло 60 человек.

## Географическое положение
Село Вороновщина находится на расстоянии в 0,5 км от села Морозовщина.
По селу протекает пересыхающий ручей с запрудой.
Рядом проходит автомобильная дорога Т-1705.

## История
- 1920 — дата основания.